# Климат Геленджика
Климат Геленджика — субтропический сухой средиземноморского типа.

## Характеристика
Северная часть Черноморского побережья от Анапы до Туапсе имеет много общего с южным берегом Крыма. Климат здесь, как в Крыму, сравнительно сухой, представляет собою соединение морского с горным. В Геленджике много солнца, при этом наибольшее число солнечных дней приходится на период с марта по октябрь. Нередко осенняя тёплая погода держится до середины января. Небольшие морозы и сильные дожди наблюдаются со второй половины января до середины марта. Мягкий и ровный климат Геленджика в ноябре и декабре может нарушаться сильными норд-остами, приносящими резкую перемену погоды. В остальное время года такие ветры здесь не часты, так как горы, подходя близко к берегу, хорошо защищают Геленджик с северо-востока. По этой же причине норд-осты в Геленджике намного слабее, чем в Новороссийске. Вместе с тем, горы и здесь не настолько высоки чтобы вызывать застой влаги.
Лето в Геленджике значительно суше, чем в Туапсе и далее на юго-восток к Сочи и к Батуми. Продолжительность солнечного сияния в Геленджике составляет 2374 часа, что больше чем в лежащем южнее Сочи (2250).

### Влияние Чёрного моря на климат
В глубинах Чёрного моря температура никогда не понижается ниже +7 °C. Зимой тёплая вода из глубин поднимается нaверх и заменяет собой охлаждённую на поверхности воду, которая опускается вниз. Таким образом в зимние месяцы из морских глубин тепло всё время подаётся на поверхность, а господствующие в это время года восточные береговые муссоны отгоняют от побережья Кавказа успевшие охладиться воды, вместо которых течение, идущее от берегов Малой Азии, приносит более тёплые воды. Благодаря описанным явлениям в восточной части Чёрного моря зимняя температура, в среднем, стоит выше на 6 °C, чем в западной половине его при одинаковой широте.
В летние месяцы происходит обратное явление: поверхностные слои, нагретые сильнее глубинных, отгоняются от Кавказского побережья ночными бризами и заменяются более холодными нижними слоями воды. Это понижает температуру в жаркие часы дня, когда вместо ночного берегового ветра дует бриз с моря на берег.
| Показатель                    | Янв. | Фев.  | Март | Апр. | Май  | Июнь | Июль | Авг. | Сен. | Окт. | Нояб. | Дек. | Год   |
| ----------------------------- | ---- | ----- | ---- | ---- | ---- | ---- | ---- | ---- | ---- | ---- | ----- | ---- | ----- |
| Абсолютный максимум, °C       | 19,0 | 21,0  | 26,4 | 28,0 | 32,0 | 36,0 | 39,0 | 38,0 | 34,0 | 30,0 | 22,0  | 21,0 | 39,0  |
| Средний суточный максимум, °C | 6,9  | 7,7   | 10,4 | 14,6 | 18,5 | 23,1 | 26,6 | 26,9 | 22,9 | 17,9 | 12,5  | 9,2  | 16,4  |
| Средняя температура, °C       | 4,6  | 4,9   | 7,5  | 11,7 | 16,7 | 21,6 | 24,7 | 25,4 | 20,7 | 15,2 | 10,1  | 6,4  | 14,1  |
| Средний суточный минимум, °C  | 1,3  | 1,7   | 4,3  | 8,4  | 12,4 | 16,8 | 19,9 | 19,7 | 15,4 | 10,7 | 6,3   | 3,5  | 10,0  |
| Абсолютный минимум, °C        | −22  | −15,4 | −8   | −7   | 0,3  | 5,6  | 9,5  | 9,6  | 1,0  | −14  | −11,2 | −8,5 | −22   |
| Норма осадков, мм             | 40,4 | 31,8  | 32,3 | 30,7 | 31,6 | 47,2 | 31,8 | 22,1 | 31,4 | 38,7 | 45,6  | 60,1 | 443,7 |
| Температура воды, °C          | 8,5  | 7,7   | 8,6  | 11,4 | 16,3 | 21,3 | 24,3 | 25,2 | 22,3 | 18,4 | 14,0  | 10,5 | 15,7  |
| Источник:                     |      |       |      |      |      |      |      |      |      |      |       |      |       |

| Число солнечных дней в Геленджике | Число солнечных дней в Геленджике | Число солнечных дней в Геленджике | Число солнечных дней в Геленджике | Число солнечных дней в Геленджике | Число солнечных дней в Геленджике | Число солнечных дней в Геленджике | Число солнечных дней в Геленджике | Число солнечных дней в Геленджике | Число солнечных дней в Геленджике | Число солнечных дней в Геленджике | Число солнечных дней в Геленджике | Число солнечных дней в Геленджике | Число солнечных дней в Геленджике |
| Месяц                             | Янв                               | Фев                               | Мар                               | Апр                               | Май                               | Июн                               | Июл                               | Авг                               | Сен                               | Окт                               | Ноя                               | Дек                               | Год                               |
| Число солнечных дней в Геленджике | 11                                | 9                                 | 13                                | 12                                | 12                                | 15                                | 18                                | 17                                | 19                                | 18                                | 11                                | 8                                 | 163                               |
| --------------------------------- | --------------------------------- | --------------------------------- | --------------------------------- | --------------------------------- | --------------------------------- | --------------------------------- | --------------------------------- | --------------------------------- | --------------------------------- | --------------------------------- | --------------------------------- | --------------------------------- | --------------------------------- |